# Mucor zonatus
Mucor zonatus är en svampart som beskrevs av Milko 1967. Mucor zonatus ingår i släktet Mucor och familjen Mucoraceae.   Inga underarter finns listade i Catalogue of Life.